# Anopla
Anopla es una clase de gusanos nemertinos que incluye un orden Heteronemertea. Son gusanos marinos depredadores que se encuentran en todos los océanos y mares del mundo.

## Descripción
Los anoplanos se diferencian de los nemertinos de la clase Enopla por la probóscide, que está armada (es decir, tiene un estilete adjunto) en enoplanos pero desarmada en anoplanos. Otras diferencias entre los dos grupos incluyen la posición del sistema nervioso lateral y la relación entre la boca y la probóscide; los enoplanos tienen una abertura común para la boca y la probóscide, mientras que los anoplanos tienen aberturas separadas para las dos estructuras.
Anopla contiene los nemertinos más grandes. La especie más grande es Lineus longissimus que se describe de un tamaño de 98 pies (30 m) de largo y varias otras especies de Palaeonemertea y Heteronemertea son gusanos grandes y sólidos. Parborlasia corrugatus, por ejemplo, es abundante y se distribuye ampliamente en la Antártida, puede alcanzar longitudes de hasta 6.5 pies (2 m). La mayoría de los anoplanos tienen sustancias tóxicas y nocivas en su cuerpo para disuadir a sus depredadores.
En cuanto hábitat suelen alimentarse de crustáceos, anélidos y otros gusanos. La reproducción es sexual, sin embargo, presentan diferentes formas, la mayoría son dioicos pero también hay hermafroditas. Al igual que sus parientes más cercanos los anélidos y moluscos, las larvas de los nemertinos son trocóforas.

## Sistemática
La clase contiene los siguientes órdenes y familias:
- Heteronemertea[3]
  - Baseodiscidae
  - Cerebratulidae
  - Gorgonorhynchidae
  - Lineidae
  - Mixolineidae
  - Panorhynchidae
  - Poliopsiidae
  - Polybrachiorhynchidae
  - Pussylineidae
  - Riseriellidae
  - Valenciniidae